# E48 (trasa europejska)
E48 – trasa europejska biegnąca przez Niemcy i Czechy. Zaliczana do tras pośrednich wschód – zachód droga łączy Schweinfurt z Pragą. Jej długość wynosi 366 km.